# 加奈崎芳太郎
加奈崎 芳太郎（かなざき よしたろう、1949年2月9日 - ）は、北海道出身のシンガーソングライター。本名は金崎芳樹。現在は長野県諏訪市在住。フォークグループ・古井戸の元メンバーで、現在はソロで活動。

## 人物
ブルースを基調にした骨太な音楽性と、声量豊かなボーカルが特色。レイ・チャールズから強く影響を受け、自らのボーカリストとしての「心の大師匠」としている。
海援隊結成後間もない武田鉄矢に食事を奢ったり、コンサートで地方に回った際にも武田にお土産をせがまれるなど、実質的な援助をしていたというエピソードがある。（武田鉄矢著・ふられ虫の唄にその旨の記載がある）

## 経歴
- 1970年 - ソロ活動を経て、仲井戸麗市・奥津光洋・神戸寿と4人組のフォークグループ「古井戸」を結成。また、この頃泉谷しげる・RCサクセションとも出会い、以後行動を共にすることが多かった。
- 1971年 - 仲井戸との2人編成となり、エレックレコードより『唄の市第一集』（オムニバス）にてデビュー。
- 1972年 - 3月、1stアルバム「古井戸の世界」を発表。6月、シングル「さなえちゃん」がヒット。
- 1979年 - 1月、ソロ1stアルバム「愛がもしすべてなら…」を発表。11月、久保講堂にて「古井戸解散コンサート」を行う。
- 1984年 - 生田敬太郎と「K2ユニット」を結成（翌年解散）
- 1987年 - 坂出雅海、栗山豊二、GOとともに、「加奈崎ユニット」結成。
- 1991年 - 小林和生と「芳林」を結成。
- 1992年 - 小林和生、新井田耕造とともに、「加奈崎芳太郎トリオ」結成。
- 1994年 - 竹中直人監督の映画「119」のサウンドトラックを、忌野清志郎とともに担当。日本アカデミー賞音楽賞を受賞。
- 1997年 - GO、坂出雅海、CHICO-HIGEとともに、「Grand Arm」結成。
- 1999年 - 12月、渋谷ジァン・ジァンでの最終ソロライブを行う。
- 2000年 - 2月、渋谷ジァン・ジァンの閉館ライブを機に、橋本はじめと「古井戸2000」を結成。
- 2014年 - 8月、信州・諏訪を拠点とするエルシーブイFM769で「加奈崎芳太郎のDig it」の放送開始。
- 2015年 - 9月、渋谷公会堂での仲井戸のデビュー45周年記念ライブ『MY NAME IS CHABO』で古井戸解散以来36年振りに仲井戸と共演する。10月、長野・諏訪市文化センターと東京・東京キネマ倶楽部で「古井戸『再会』」ライブを行った。
- 2017年 - 5月、名古屋を中心に活躍する、森真人（g,vo）Shinox（psg）中里祥己（b）坂田こうじ（dr）と「加奈崎芳太郎 with IMAIKE ACCIDENTS」を結成。
- 2018年 - 11月、ファーストCD「加奈崎芳太郎 with IMAIKE ACCIDENTS」発売。
- 2019年 - 9月、LCVFM「加奈崎芳太郎のDig it」の書籍化作品『キッス・オブ・ライフ—ジャパニーズ・ポップスの50年を囁く』（明月堂書店）を刊行。

## 作品リスト
※　古井戸時代は、「古井戸#ディスコグラフィー」を参照。

### シングル
| 発売日               | 規格                 | 規格品番             | 面                   | タイトル                   | 作詞                 | 作曲                    | 編曲                 |
| ワーナー・パイオニア | ワーナー・パイオニア | ワーナー・パイオニア | ワーナー・パイオニア | ワーナー・パイオニア       | ワーナー・パイオニア | ワーナー・パイオニア    | ワーナー・パイオニア |
| -------------------- | -------------------- | -------------------- | -------------------- | -------------------------- | -------------------- | ----------------------- | -------------------- |
| 1979年1月25日        | EP                   | L-260                | A                    | 女よ泣くな                 | 門谷憲二             | 忌野清志郎 加奈崎芳太郎 | 徳武弘文             |
| 1979年1月25日        | EP                   | L-260                | B                    | 波止場                     | 門谷憲二             | 忌野清志郎 加奈崎芳太郎 | 徳武弘文             |
| 1979年4月            | EP                   | L-269                | A                    | ムーンライトシネマハウス   | 康珍化               | 亀井登志夫              | 徳武弘文             |
| 1979年4月            | EP                   | L-269                | B                    | 明日のジョーになれなくても | 門谷憲二             | 加奈崎芳太郎            | 徳武弘文             |
| 1979年9月            | EP                   | L-308                | A                    | 港のふたり                 | 岡本おさみ           | 鈴木キサブロー          | 鈴木キサブロー       |
| 1979年9月            | EP                   | L-308                | B                    | 陽炎                       | 門谷憲二             | 加奈崎芳太郎            | 徳武弘文             |

### アルバム

#### オリジナル・アルバム
| 発売日               | 規格                 | 規格品番             | タイトル                         |
| ワーナー・パイオニア | ワーナー・パイオニア | ワーナー・パイオニア | ワーナー・パイオニア             |
| -------------------- | -------------------- | -------------------- | -------------------------------- |
| 1979年1月25日        | LP                   | L-10141              | 愛がもしすべてなら…              |
| 2012年5月23日        | CD                   | WQCQ-361             | 愛がもしすべてなら…              |
| 1979年9月25日        | LP                   | L-10158              | 風の生き方                       |
| 2012年5月23日        | CD                   | WQCQ-362             | 風の生き方                       |
| 1983年5月28日        | LP                   | L-12543              | 12th fret                        |
| 2012年5月23日        | CD                   | WQCQ-363             | 12th fret                        |
| トランジスタレコード |                      |                      |                                  |
| 1991年10月21日       | CD                   | TRCO-3201            | Kiss of Life                     |
| 日本コロムビア       |                      |                      |                                  |
| 1999年2月20日        | CD                   | COCP-50038           | さらば東京                       |
| カナーキーレコード   |                      |                      |                                  |
| 2002年6月15日        | CD                   | K-ANARCHY-0001       | レッツ・ゴー・アンダーグラウンド |
| ポニーキャニオン     |                      |                      |                                  |
| 2009年2月18日        | CD                   | PCCA-02861           | Piano-Forte                      |
| 2013年5月5日         | 配信                 |                      | Piano-Forte                      |

#### ライブ・アルバム
| 発売日                 | 規格                   | 規格品番               | タイトル                            |
| ホルモンタンクレコード | ホルモンタンクレコード | ホルモンタンクレコード | ホルモンタンクレコード              |
| ---------------------- | ---------------------- | ---------------------- | ----------------------------------- |
| 2002年3月15日          | CD                     | HTCA-5                 | 1999.12.22 JeanJean Last Solo Night |

加奈崎芳太郎トリオ名義
- SING YOUR LIFE(1995年9月15日)
- 冬の夜の深さについて(1995年12月1日)
- Songs,1995(2015年10月21日)
  - 「SING YOUR LIFE」、「冬の夜の深さについて」を2in1にし、「さらば東京」のデモ音源をボーナス・トラックとして収録。

Grand Arm名義
- 海賊盤 -Live '97～'98-(2000年2月20日)

古井戸2000名義
- 古井戸2000(2000年9月30日)

加奈崎UNIT名義
- 青空(2004年11月1日)

加奈崎芳太郎 with IMAIKE ACCIDENTS名義
- 加奈崎芳太郎 with IMAIKE ACCIDENTS(2018年11月)

### デモテープ
- DEMO TAPE(1990年11月)
- DEMO TAPEⅡ(1993年11月13日)
- DEMO TAPEⅢ(1996年6月2日)
- DEMO TAPEⅢファンクラブ限定版(2000年)

## ラジオ番組
- 加奈崎芳太郎のDig it（エルシーブイFM769、2014年8月12日～2015年10月27日）
- 加奈崎芳太郎のDig it Season2（エルシーブイFM769、2018年8月2日～）

## 著書
- 『加奈崎芳太郎　全仕事集('62～'94)「自我像」瞬間の連続』（発行：フリー＝加奈崎クラブ、1994年9月刊）
- 『ぼくの好きなキヨシロー』泉谷しげるとの共著（WAVE出版、2009年10月刊、ISBN 4872904362）
- 『キッス・オブ・ライフ—ジャパニーズ・ポップスの50年を囁く』（明月堂書店、2019年9月刊、ISBN 4903145697）